# Pleocyemata
Pleocyemata bezeichnet eine der beiden Unterordnungen der Zehnfußkrebse (Decapoda). Zu ihnen zählen die meisten bekannten Krebstiere, wie Krabben, Hummer, Langusten und Garnelen.
Die Weibchen der zu Pleocyemata zählenden Spezies tragen befruchtete Eier eine Zeit lang an ihren Schwimmbeinen unterhalb ihres Abdomens mit sich, in denen sich die Larven bis zum Protozoea- oder Zoea-Stadium entwickeln. Dies ist ein Unterscheidungskriterium zu der anderen Unterordnung, fast alle Dendrobranchiata, betreiben im Gegensatz zu Pleocyemata keine Brutpflege, ihre Larven schlüpfen als Nauplien. Ein weiteres Merkmal sind die ungefiederten Kiemen.

## Teilordnungen

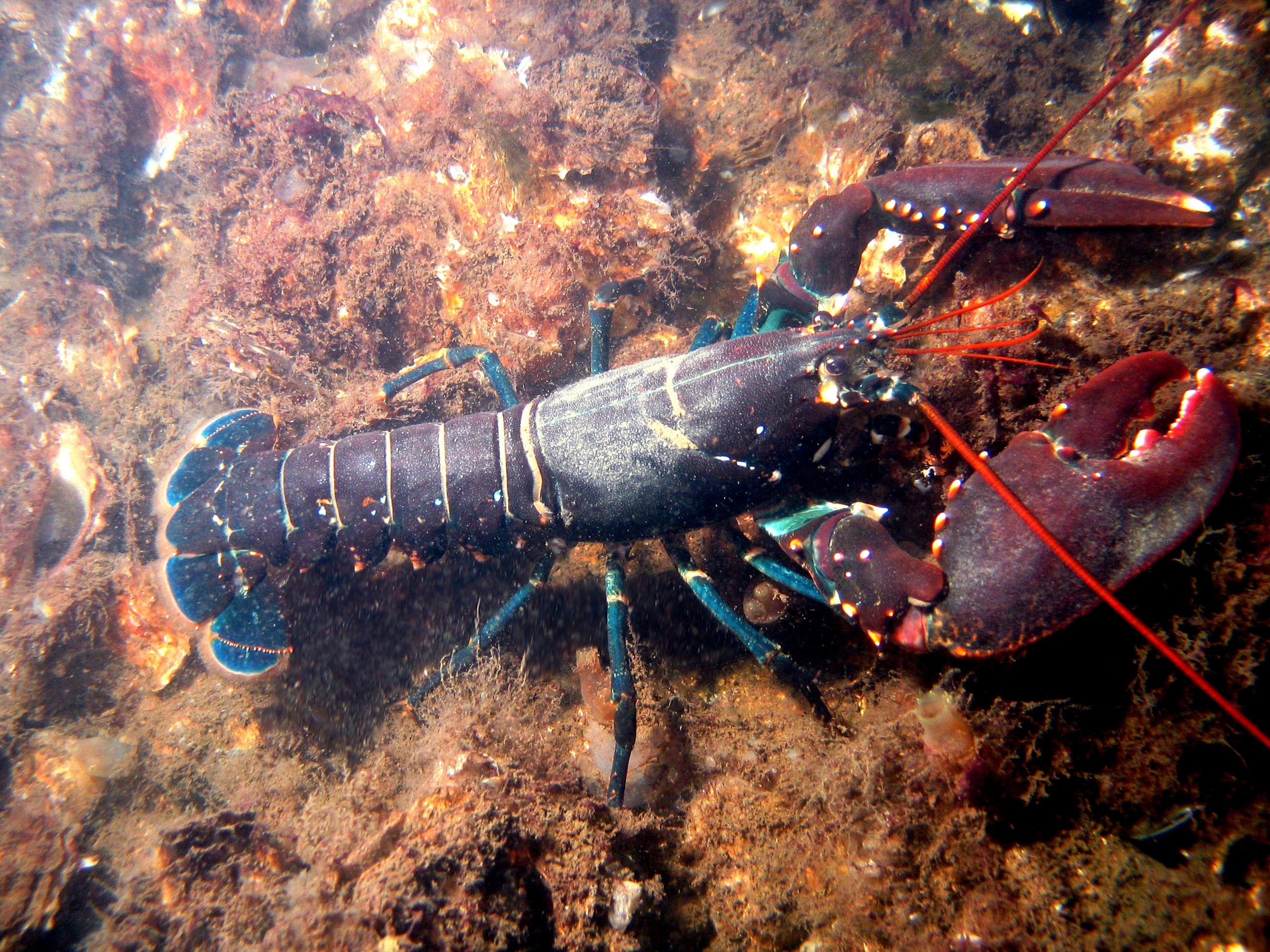
Europäischer Hummer
Homarus gammarus

Die Pleocyemata beinhaltete 2009 noch zehn Teilordnungen.
Im Jahr 2022 unterscheidet das World Register of Marine Species zwischen insgesamt elf Teilordnungen:
| Trivialname     | Wissenschaftlicher Name | Erstbeschreibung    | Jahr | Anzahl der Familien und ggf. Beispiele |
| --------------- | ----------------------- | ------------------- | ---- | --- |
| Langustenartige | Achelata                | Scholtz & Richter   | 1995 | Umfasst drei Familien Langusten, Bärenkrebse und Pelzlangusten                                                                            |
| Mittelkrebse    | Anomura                 | MacLeay             | 1938 | Enthält 7 Überfamilien mit 20 Familien unter anderem Einsiedlerkrebse, Springkrebse, Mauswurfskrebse und diverse Panzerkrebsarten         |
| Großkrebse      | Astacidea               | Latreille           | 1803 | Beinhaltet vier Überfamilien unter anderem Flusskrebse,                                                                                   |
| -               | Axiidea                 | de Saint Laurent    | 1979 | Umfasst 11 Familien |
| Krabben         | Brachyura               | Linnaeus            | 1758 | Zahlreiche Unterordnungen, Überfamilien (wie z. B. Podotremata) und Familien, beinhaltet zahlreiche Panzerkrebsspezies                    |
| -               | Caridea                 | Dana                | 1852 | Beinhaltet 15 Überfamilien, 28 Familien, etwa 270 Gattungen und über 2000 Arten, einschließlich der Knallkrebse und der Süßwassergarnelen |
| -               | Gebiidea                | de Saint Laurent    | 1979 | Beinhaltet vier Familien |
| -               | Glypheidea              | Winkler             | 1883 | Enthält eine Überfamilie |
| -               | Polychelida             | Scholtz & Richter   | 1995 | Eine Überfamilie mit einer Familie |
| -               | Procarididea            | Felgenhauer & Abele | 1983 | Enthält eine Familie |
| -               | Stenopodidea            | Claus               | 1872 | Beinhaltet drei Familien einschließlich der Scherengarnelen                                                                               |

## Galerie

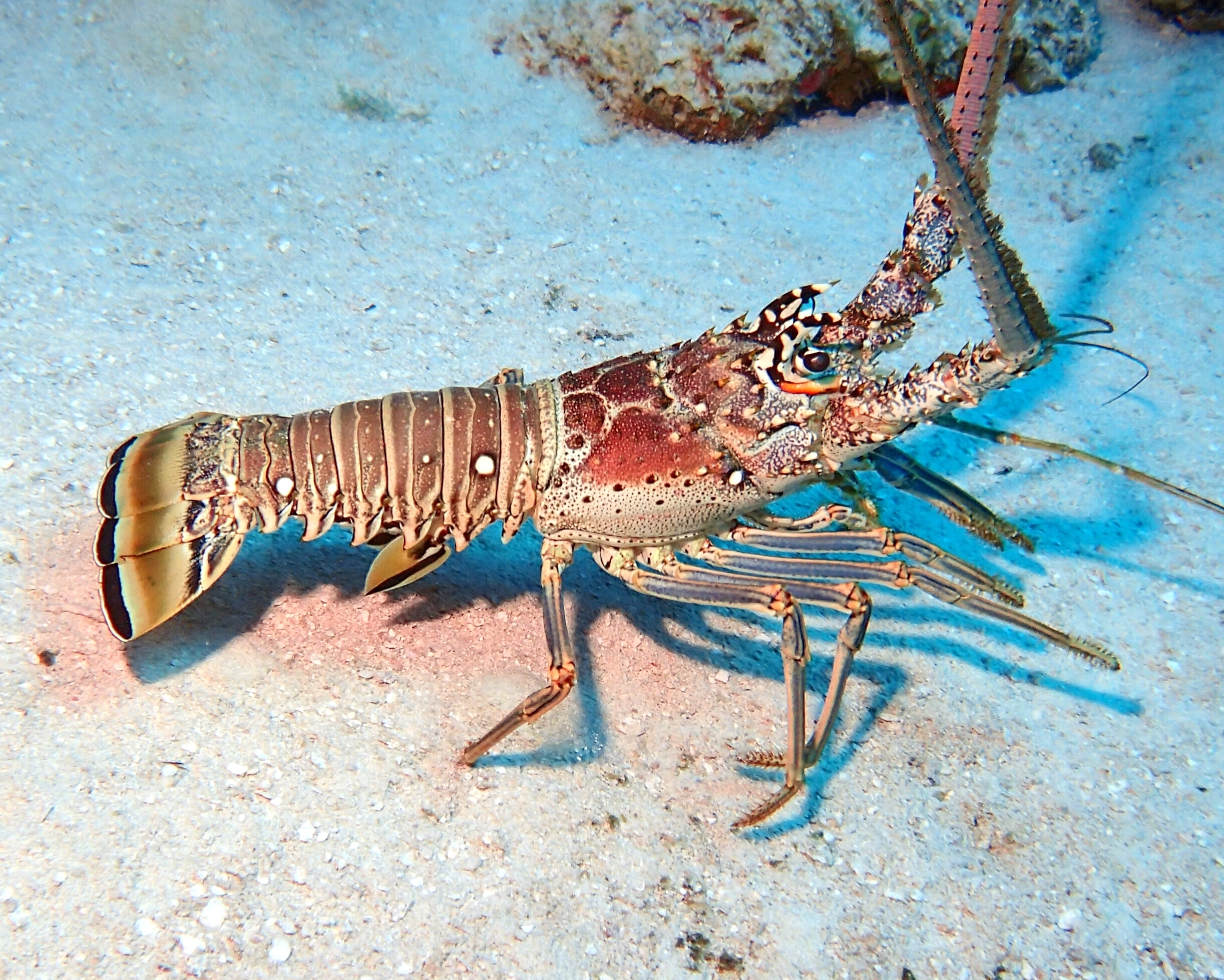
Karibik-Languste aus der Ordnung Achelata
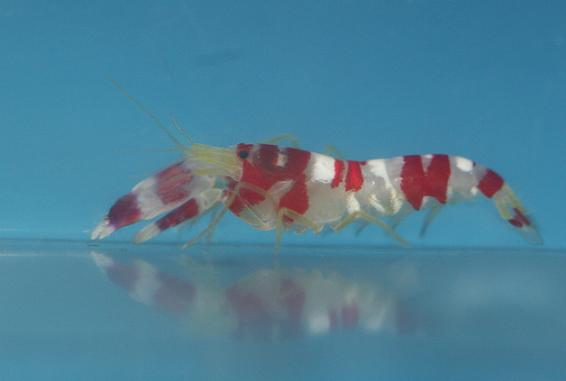
Knallkrebs Alpheus randalli aus der Ordnung Caridea
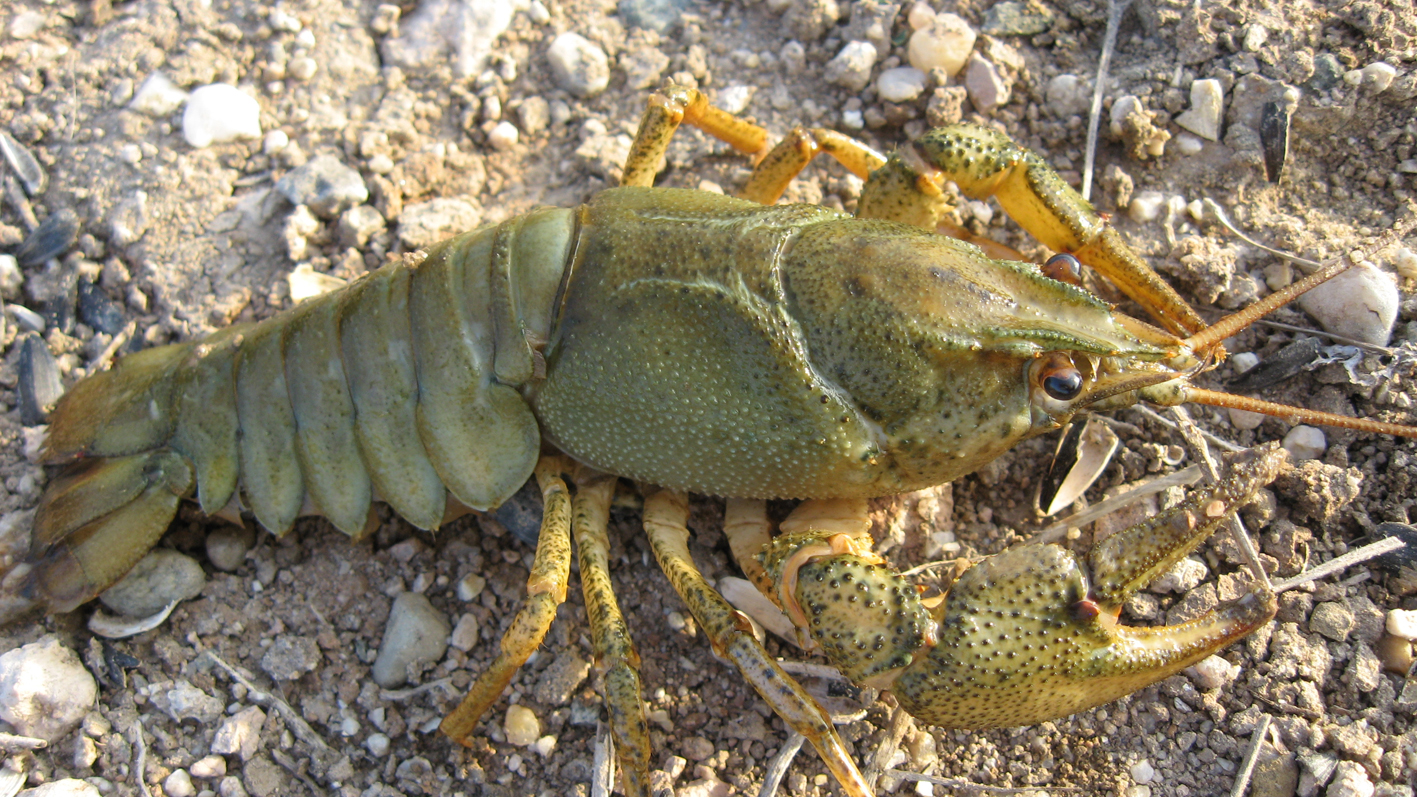
Der Europäische Flusskrebs Astacus astacus
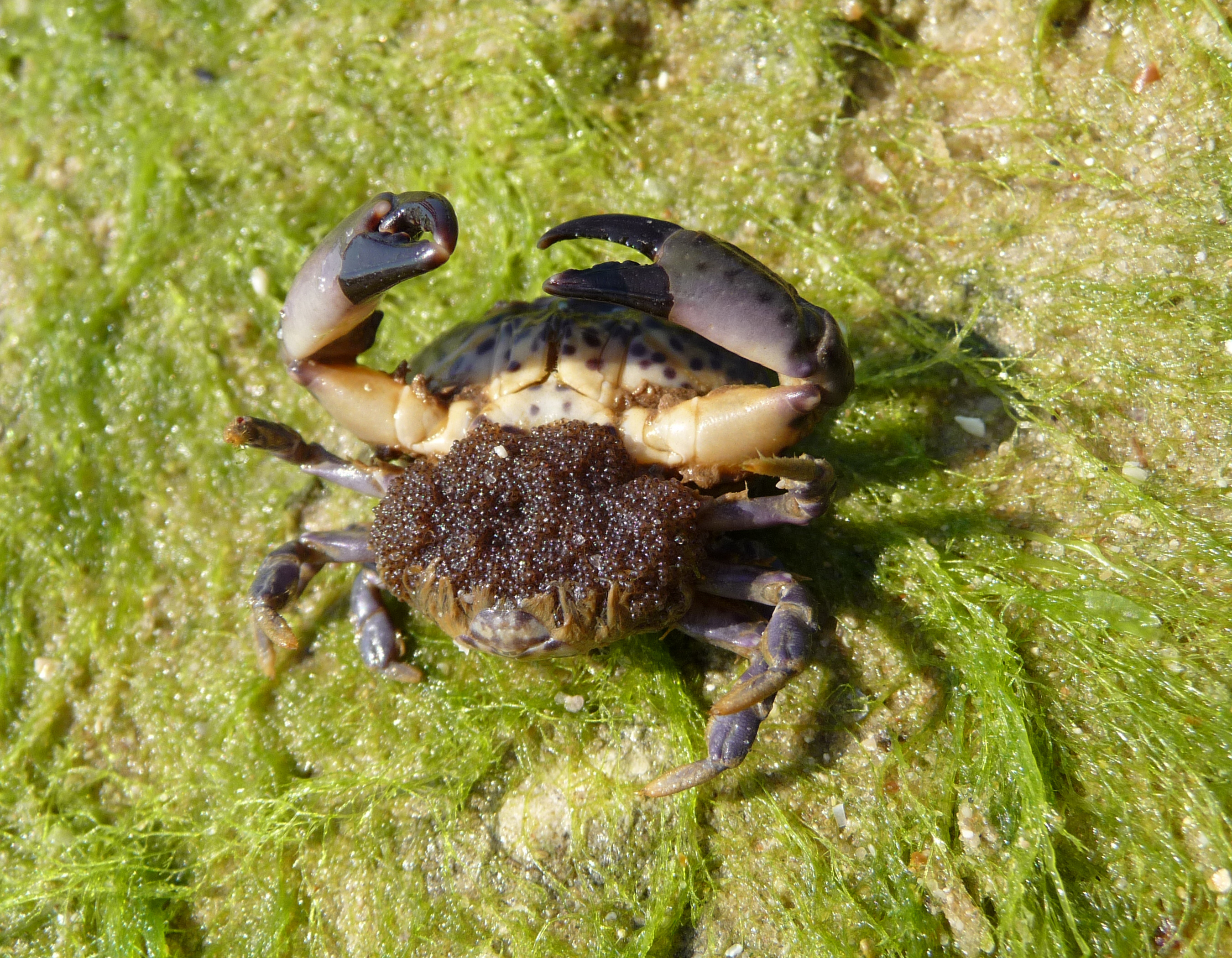
Xantho poressa Weibchen mit Eiern unterhalb des Abdomens
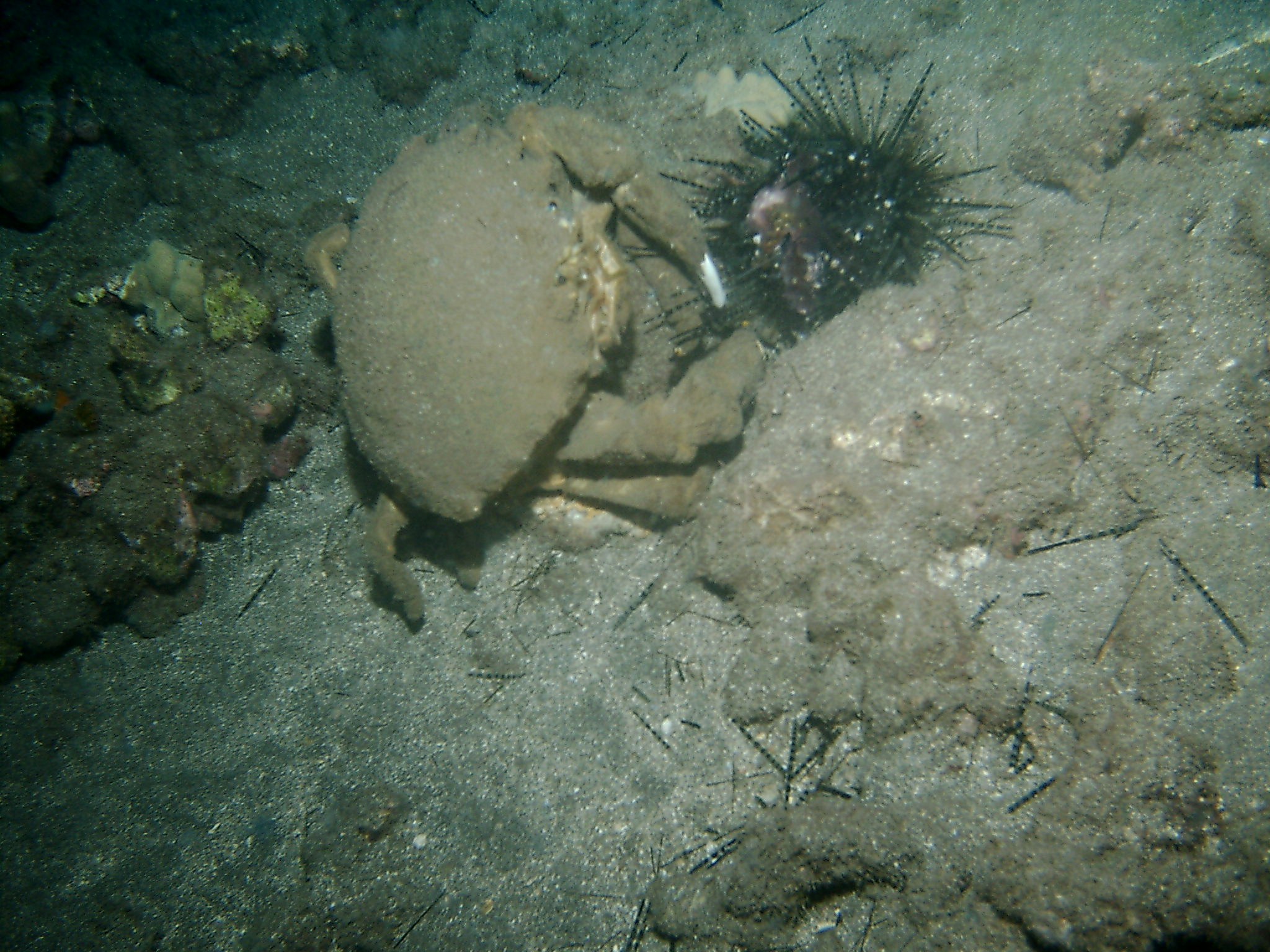
Dromidiopsis dormia beim Verzehr eines Seeigels
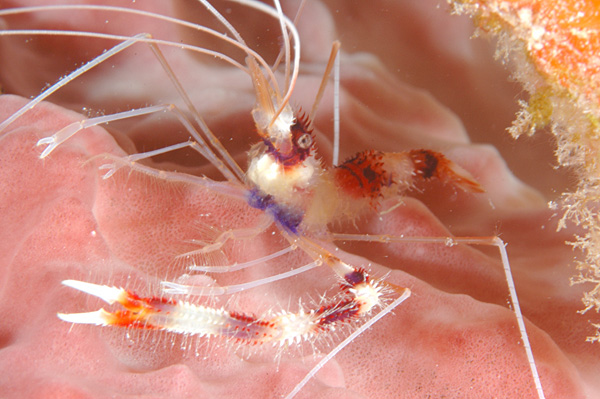
Gebänderte Scherengarnele Stenopus hispidus
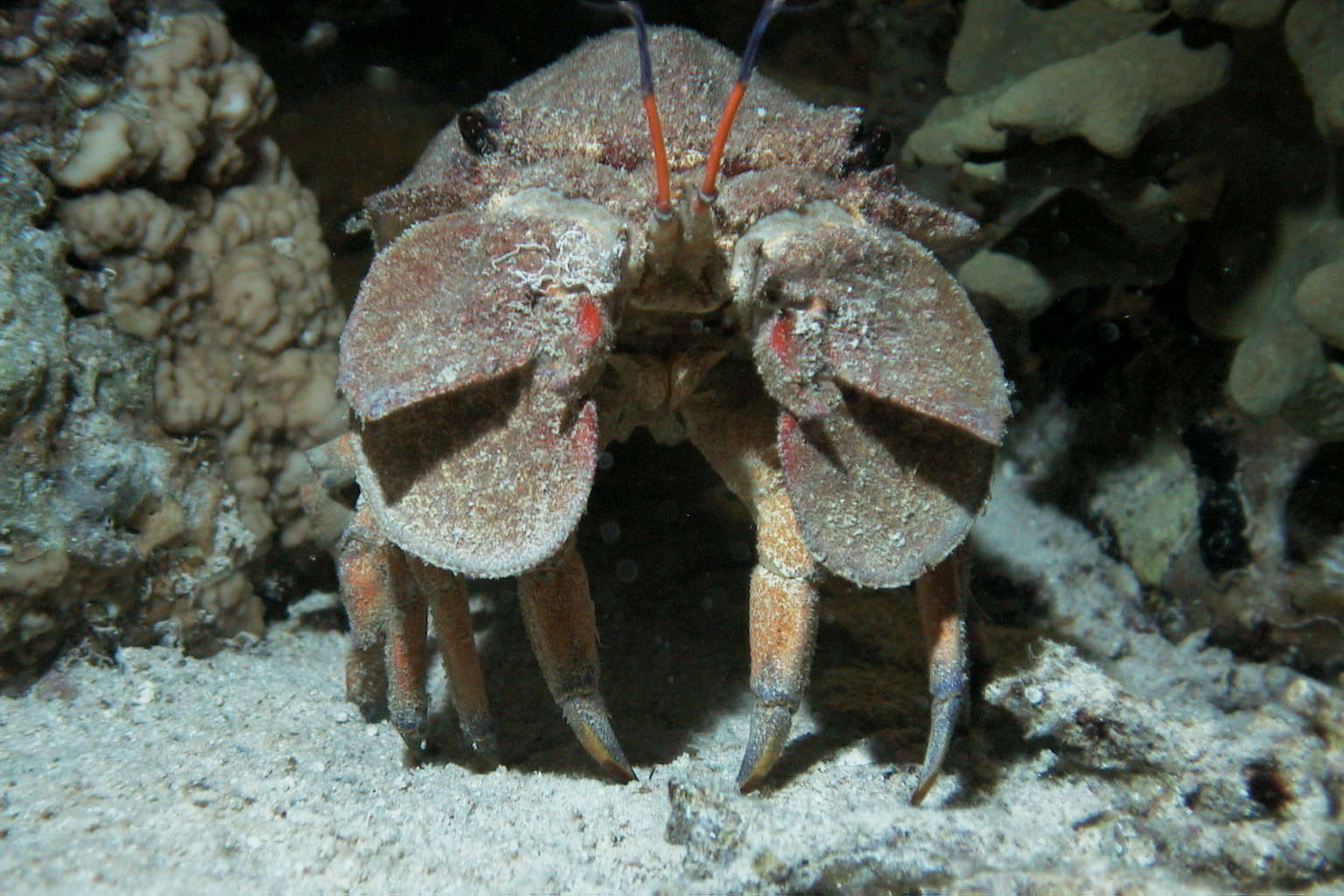
Großer Bärenkrebs von vorn
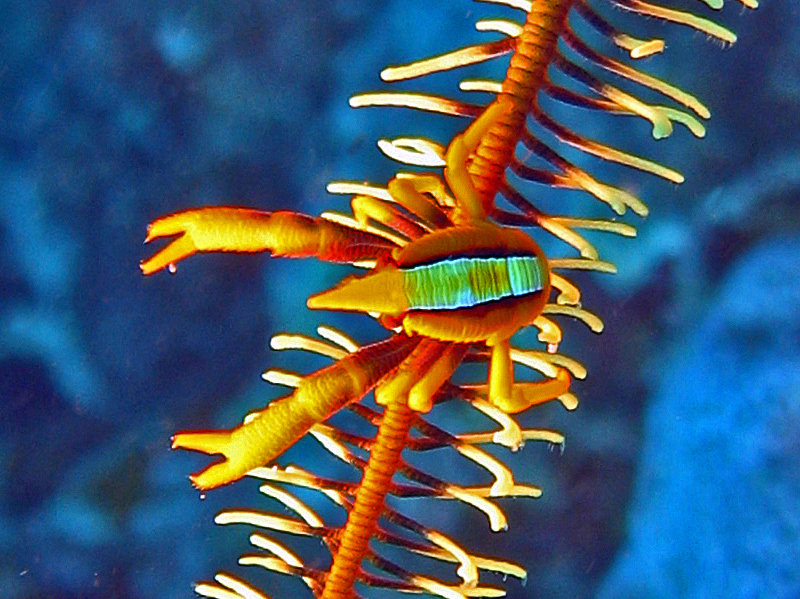
Der Springkrebs Allogalathea elegans